# Cyphonotus bicoloratus
Cyphonotus bicoloratus är en skalbaggsart som beskrevs av Rudolph Petrovitz 1962. Cyphonotus bicoloratus ingår i släktet Cyphonotus och familjen Melolonthidae. Inga underarter finns listade i Catalogue of Life.